# Christian Günther III. (Schwarzburg-Sondershausen)
Christian Günther I. (III.) von Schwarzburg-Sondershausen (* 24. Juni 1736 auf Schloss Ebeleben; † 14. Oktober 1794 in Sondershausen) war zwischen 1758 und 1794 Fürst von Schwarzburg-Sondershausen.

## Leben
Fürst Christian Günther I. war Sohn des Fürsten August I. von Schwarzburg-Sondershausen (1691–1750) und dessen Gemahlin Fürstin Charlotte Sophie (1696–1762), Tochter des Fürsten Carl Friedrich von Anhalt-Bernburg.
Nach dem nachfolgerlosen Tod seines Onkels Heinrich 1758 und dem Tod seines Vaters bereits 1750 wurde Christian Günther der nächste Fürst von Schwarzburg-Sondershausen.
Er hatte bei seinem Regierungsantritt mit vielen Hindernissen zu kämpfen, manche Missbräuche abzustellen und die Lasten des Siebenjährigen Krieges zu tragen. Obwohl er erst 22 Jahre alt war, überwand er doch alles mit unermüdetem Eifer und rüstiger Kraft. Er galt als ein sehr sparsamer Landes- und Familienvater, verwendete aber die Ersparnisse hauptsächlich zu meist bedeutenden Bauwerken.
Somit baute er sein Residenzschloss in Sondershausen aus. Er ließ den Nordflügel verlängern und fügte den Westflügel mit dem berühmten Blauen Saal an. Des Weiteren errichtete er die sehr umfangreichen Domänengebäude in Allmenhausen und Sondershausen, den sogenannten Possenturm, der größte Fachwerkturm, auf dem Possen und vieles mehr. Besonders lag ihm das Schloss Ebeleben am Herzen, in dem er seine Kindheit verbrachte. Er ließ es umfangreich ausbauen und ließ den dazugehörigen Park komplett neu gestalten, sodass er mit seinen Statuen, Kaskaden, Fontänen und Blumenpracht lange Zeit weit und breit sehr berühmt war.
Der Fürst starb 1794 im Alter von 59 Jahren und machte den Thron für seinen ältesten Sohn Günther Friedrich Carl frei.

## Nachkommen
Christian Günther I. war seit 4. Februar 1760 mit Charlotte Wilhelmine (1737–1777), Tochter des Fürsten Victor Friedrich von Anhalt-Bernburg, verheiratet. Mit ihr hatte er folgende Kinder:
- Günther Friedrich Carl I. (1760–1837), Fürst von Schwarzburg-Sondershausen
- Catharina Charlotte Friederike Albertine (1761–1801) ⚭ 1790 Prinz Friedrich Christian Carl Albert von Schwarzburg-Sondershausen
- Günther Albrecht August (1767–1833), Prinz von Schwarzburg-Sondershausen
- Caroline Auguste Albertine (1769–1819), Dechantin zu Herford
- Albertine Wilhelmine Amalie (1771–1829) ⚭ 1795–1801 Herzog Ferdinand von Württemberg
- Johann Carl Günther (1772–1842), Prinz von Schwarzburg-Sondershausen

Darüber hinaus sind fünf Kinder aus zwei langjährigen außerehelichen Beziehungen bekannt.